# Parodon moreirai
Parodon moreirai är en fiskart som beskrevs av Ingenito och Buckup 2005. Parodon moreirai ingår i släktet Parodon och familjen Parodontidae. Inga underarter finns listade i Catalogue of Life.